# Terrence Loves You
«Terrence Loves You» (с англ. — «Терренс любит тебя») — песня американской певицы и автора песен Ланы Дель Рей. Композиция была выпущена 21 августа 2015 года в качестве первого промосингла с альбома Honeymoon. Написанная исполнительницей в сотрудничестве с Риком Ноуэлсом, песня была описана как «гипнотическая». Дель Рей поёт под аккомпанемент пианино, струнных и «стонущего» саксофона. В песне упоминается вымышленный персонаж Майор Том, созданный британским исполнителем Дэвидом Боуи для композиции «Space Oddity». По словам певицы, «Terrence Loves You» является её фаворитом с Honeymoon, так как она «джазовая».

## История создания и выпуск

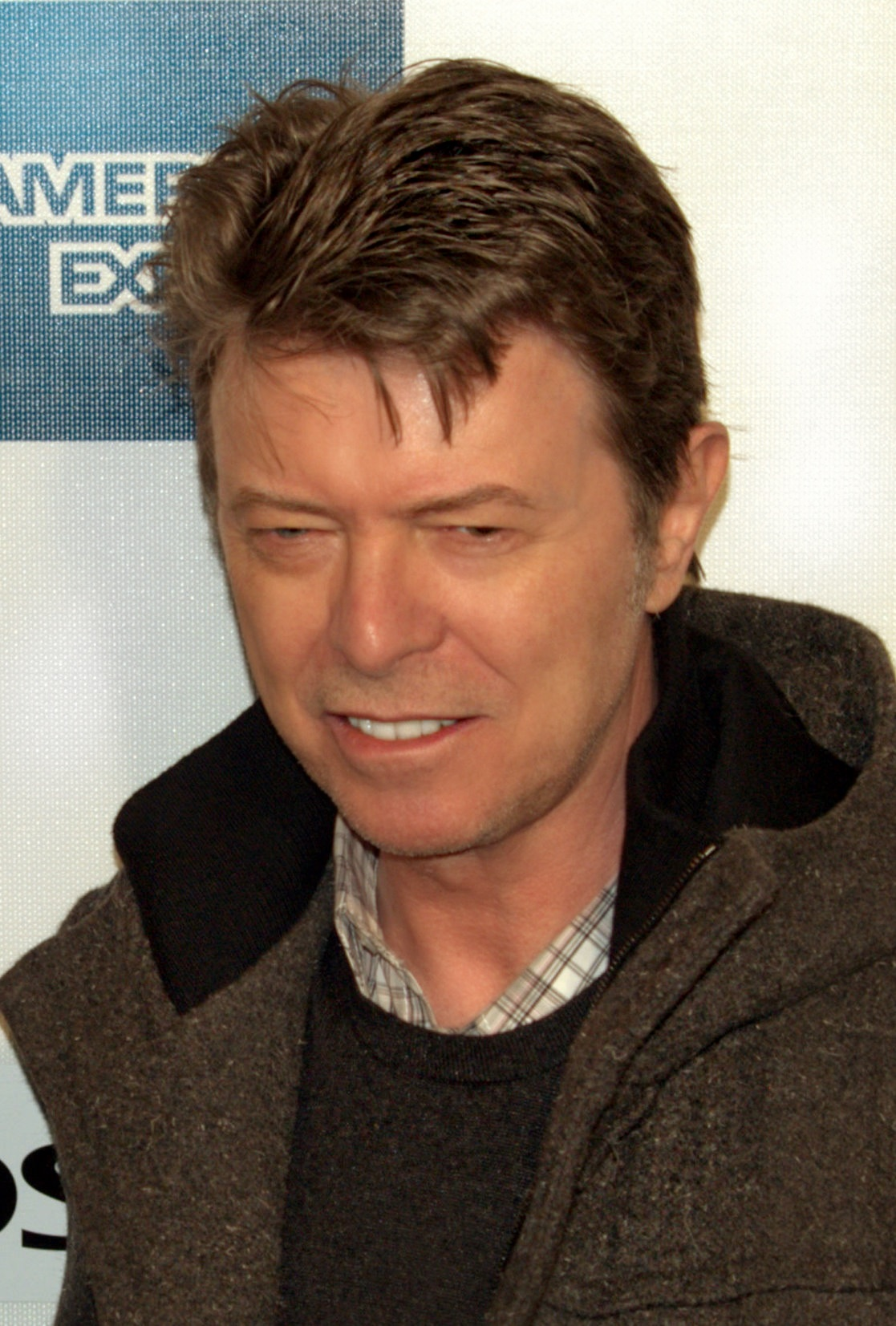
В «Terrence Loves You» присутствует строчка из песни «Space Oddity» британского музыканта Дэвида Боуи (на изображении).

20 августа 2015 года Лана Дель Рей огласила список композиций альбома Honeymoon, содержащий четырнадцать треков, включая «Terrence Loves You» под третьим номером. В тот же день стала доступна «Горячая линия Honeymoon», в рамках которой с августа по сентябрь 2015 года, позвонив по номеру «1-800-268-7886», можно было услышать отрывки треков «Terrence Loves You» и «Burnt Norton (Interlude)». На следующий день, «Terrence Loves You» стала доступна для цифровой загрузки в iTunes и прослушивания на YouTube, и была выпущена в качестве первого промосингла с пластинки. Авторами выступили сама исполнительница и Рик Ноуэлс; оба также спродюсировали трек при участии Киерона Мэнзиеса. Фотография для обложки была сделана сестрой Дель Рей, Чак Грант. 8 сентября того же года, за десять дней до выпуска пластинки, был выпущен рекламный ролик Honeymoon, в котором прозвучали отрывки «Terrence Loves You», «Music To Watch Boys To», «Freak» и «High By The Beach». В беседе с журналистом издания Triple J, Дель Рей отметила, что «Terrence Loves You» — «очень личная песня». Пребывая в Лондоне, исполнительница посетила радиостанцию BBC Radio 1, во время эфира которой, в беседе с ведущими поговорила о треках альбома, включая «Terrence Love You»: «Я чувствую связь с этой песней. Я обожаю её петь, она как бы охватывает всю тематику альбома. Она очень грустная и джазовая, однако, в то же время, душевная».
В 2017 году, Дель Рей дала интервью для французского журнала Les Inrockuptibles, поговорив с журналистом о зарождении мелодий для песен, в частности «Terrence Loves You»: «<…> Я была уверена, что вдохновение иссякнет и покинет меня, и это происходило постоянно, порой я по полгода была неспособна что-то сочинить. Но 10 лет спустя я легко нахожу вдохновение — или оно находит меня. Я научилась его стимулировать. <…> Я безостановочно использую диктофон на своём телефоне, записываю обрывки мелодий, фраз… <…> Мне знакомо это состояние, когда я слышу мелодию в своей голове, и мне приходится бросаться к телефону, чтобы её записать, даже если это случается посреди ночи. Хорошая мелодия никогда не стучится в вашу дверь дважды. Если вы её не примете, она уйдёт звонить в другую дверь. К примеру, во время записи „Honeymoon“ в моей голове постоянно звучала мелодия, которая меня мучила, потому что мне не удавалось её уловить. По звучанию она была похожа на музыку эпохи Возрождения… Мне пришлось напевать её несколько месяцев, чтобы приручить её, и в итоге она стала „Terrence Loves You“…»

## Музыкальный стиль и отзывы
«Terrence Loves You» была описана изданием Rolling Stone, как «гипнотическая»; Дель Рей поёт под аккомпанемент пианино, струнных и «стонущего» саксофона. Критики журнала похвалили вокал исполнительницы. В песне присутствует строчка «Наземное управление для майора Тома», интерполированная из трека «Space Oddity» британского рок-музыканта Дэвида Боуи с одноимённого альбома. В интервью 2015 года для французского издания Les Inrockuptibles, Дель Рей объяснила, почему упомянула майора Тома: «Иногда, когда ты поёшь импровизированно, фразы и слова приходят из ниоткуда. Я считаю, что его [Боуи] слова появились с какой-то целью, и я больше не меняла эту строку. Он из той необычной эпохи музыки, искусства, невероятной энергии. Я бы хотела перенестись в неё и повеселиться с классными людьми». Композиция открывается низким щипковым гитарным перебором, а после, наряду с пианино и струнными, Дель Рей начинает петь. Рецензент Нина Коркоран из Consequence of Sound отметила: «В мире Дель Рей любовь не может существовать без одиночества. <…> Припев — прекрасный рассказ в оперном стиле о силе наперекор расставанию — ей удается сохранить свою уверенность». Каждый припев содержит короткие партии саксофона. Коркоран также назвала песню одной из лучших на пластинке Honeymoon.

## Концертное исполнение
15 сентября 2015 года Дель Рей исполнила «Terrence Loves You» в рамках сессии на радио BBC Radio 1, в студии Maida Vale Studios, Лондон, Великобритания. Сессия транслировалась на радио 22 сентября. 2 февраля 2018 года, по просьбе поклонников, Дель Рей исполнила а капелла-отрывок трека на концерте в Орландо, штат Флорида, в рамках мирового турне LA to the Moon Tour в поддержку пятого студийного альбома Lust for Life.

## Список композиций
| №  | Название             | Автор(ы)                  | Продюсер(ы)               | Длительность |
| -- | -------------------- | ------------------------- | ------------------------- | ------------ |
| 1. | «Terrence Loves You» | Лана Дель Рей, Рик Ноуэлс | Дель Рей, Ноуэлс, Мэнзиес | 4:50         |

| №  | Название             | Автор(ы)         | Продюсер(ы)               | Длительность |
| -- | -------------------- | ---------------- | ------------------------- | ------------ |
| 1. | «Terrence Loves You» | Дель Рей, Ноуэлс | Дель Рей, Ноуэлс, Мэнзиес | 4:51         |

| №  | Название             | Автор(ы)         | Продюсер(ы)               | Длительность |
| -- | -------------------- | ---------------- | ------------------------- | ------------ |
| 1. | «Terrence Loves You» | Дель Рей, Ноуэлс | Дель Рей, Ноуэлс, Мэнзиес | 4:50         |

## Чарты
| Чарт (2015)    | Высшая позиция |
| -------------- | -------------- |
| Франция        | 128            |
| Великобритания | 188            |